# Индекс автомобильных номеров Индии
Регистрационные знаки транспортных средств Индии — специальный символический знак, изготовленный (нанесённый) на металлические (или из другого материала) пластины (формы) или транспортное средство (ТС), используемое для учёта автомобилей, мотоциклов, грузовой, специальной, строительной, военной техники, вооружения и прицепов по Индии.
Международный код регистрации транспортного средства для Индии — IND.

## Формат

### Частный и коммерческий
Текущий формат для частных и коммерческих транспортных средств в соответствии с Законом о транспортных средствах 1988 года. Комбинации на стандартных номерных знаках строятся по принципу — 2 латинские буквы (код штата), 2 цифры, 2 латинские буквы, 4 цифры . Формат состоит из четырех частей:
Часть 1: Двухбуквенный код штата; две латинские буквы, которые указывают штат или союзную территорию, на которой зарегистрировано транспортное средство.
| - AN — Андаманские и Никобарские острова - AP — Андхра-Прадеш - AR — Аруначал-Прадеш - AS — Ассам - BR — Бихар - CG — Чхаттисгарх - CH — Чандигарх - DD — Дадра и Нагар-Хавели и Даман и Диу - DL — Дели - GA — Гоа - GJ — Гуджарат - HP — Химачал-Прадеш | - HR — Харьяна - JH — Джаркханд - JK — Джамму и Кашмир - KA — Карнатака - KL — Керала - LA — Ладакх - LD — Лакшадвип - MH — Махараштра - ML — Мегхалая - MN — Манипур - MP — Мадхья-Прадеш - MZ — Мизорам | - NL — Нагаленд - OD — Одиша - PB — Пенджаб - PY — Пондичерри - RJ — Раджастхан - SK — Сикким - TG — Телингана - TN — Тамилнад - TR — Трипура - UK — Уттаракханд - UP — Уттар-Прадеш - WB — Западная Бенгалия |

Бывшие коды которые заменяются:
*OR на OD в штате Одиша с 2012 года, 
*DN на DD в территории Дадра и Нагар-Хавели и Даман и Диу с 2020 года, 
*TS на TG в штате Телингана с 2024 года.
Часть 2: Номер отделения министерства; двузначный номер, присвоенный районному отделению министерства автомобильного транспорта и шоссейных дорог Индии в пределах соответствующего штата или союзной территории. Из-за большого объема регистрации транспортных средств уникальные номера могут быть присвоены нескольким отделению в пределах одного округа.
Часть 3: Одна или несколько букв; состоит из одной, двух или трех букв или может вообще не существовать. Они показывают текущую «серию» регистрации соответствующего отделения и могут косвенно указывать на количество зарегистрированных транспортных средств (в некоторых случаях также указывать на тип транспортного средства). Буквы «O» и «I» здесь не используются, чтобы избежать путаницы с цифрами 0 или 1.
Часть 4: Уникальный номер от 1 до 9999; выдаётся последовательно и уникально для каждой регистрации.

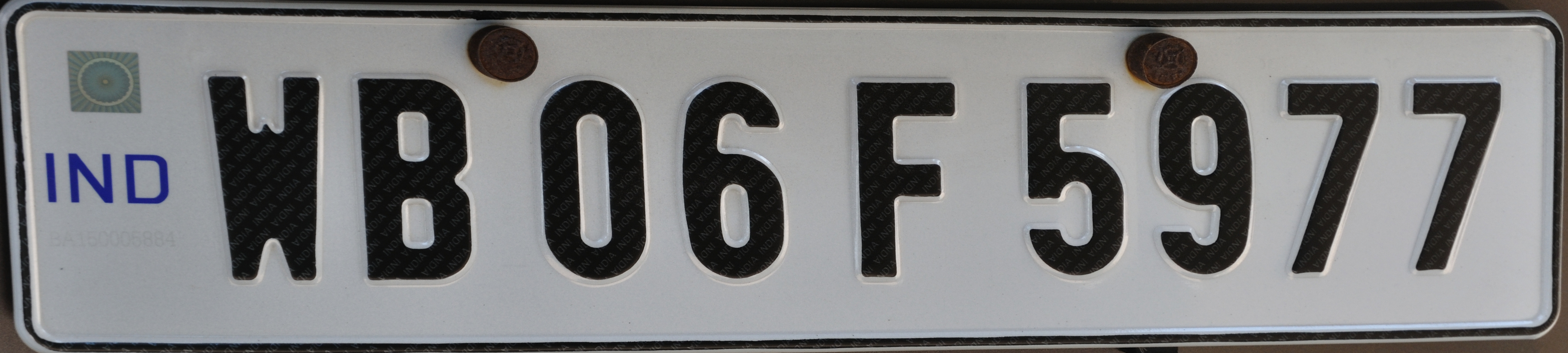
Регистрационный номер автомобиля из штата Западная Бенгалия
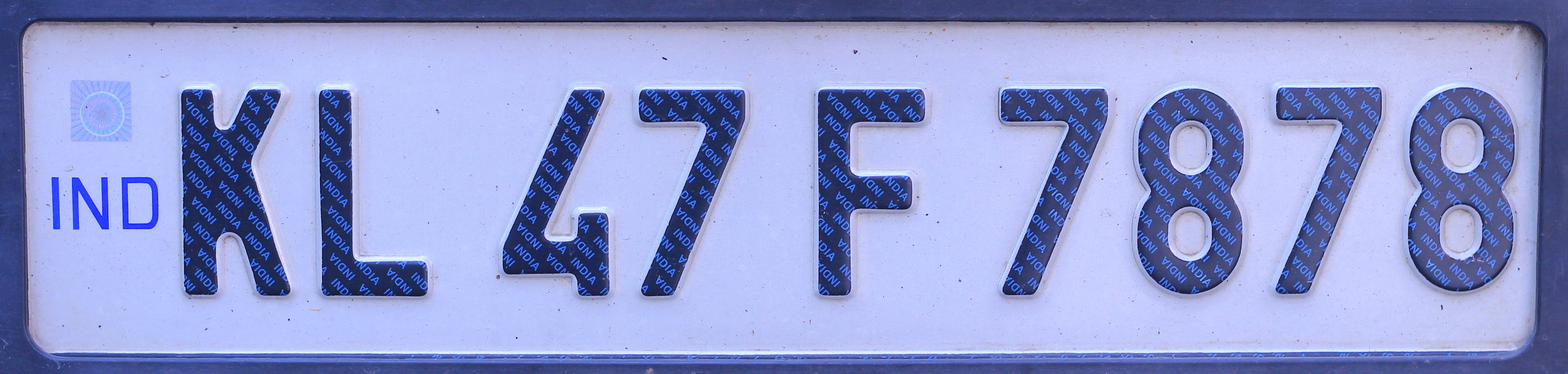
Регистрационный номер автомобиля из штата Керала
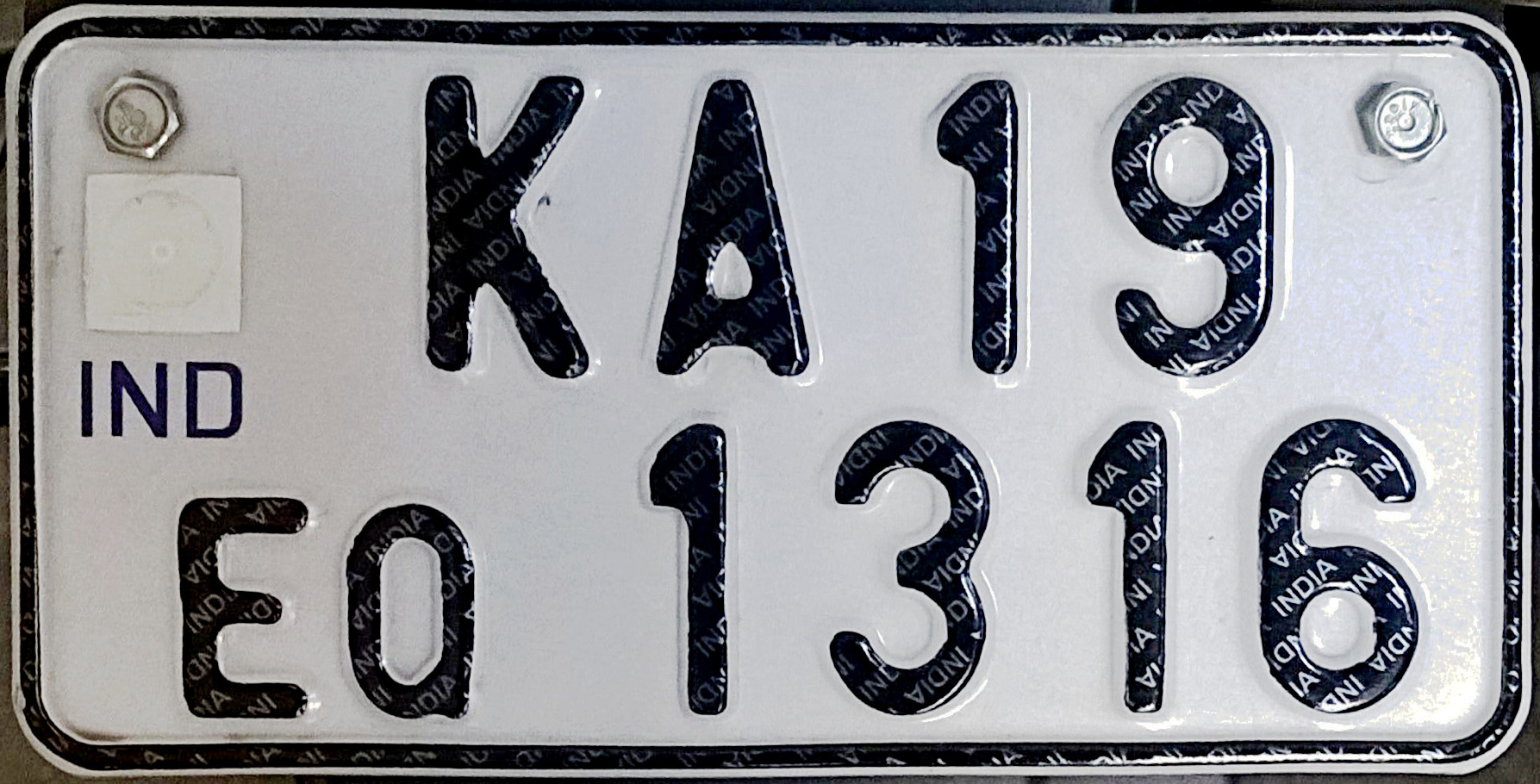
Регистрационный номер мотоцикла из штата Карнатака

### Военный

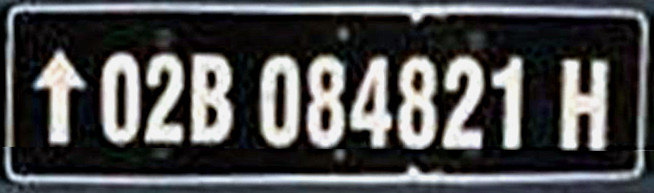
Формат индийского военного автомобиля, закупленного в 2002 году.

Регистрация транспортных средств, принадлежащих Вооруженным силам Индии, осуществляется самими вооруженными силами. Используется следующий формат регистрации:
| ↑ 01Z 012345A |

- '↑': Первый символ — направленная вверх широкая стрела, истоки которой лежат в Управлении вооружений Великобритании
- '01': Представляет собой последние две цифры года, в котором вооруженные силы закупили транспортное средство, например, «22» для транспортного средства, закупленного в 2022 году
- 'Z': Представляет тип или класс транспортного средства
- '012345': Шестизначный уникальный серийный номер
- 'A': контрольное число

### Дипломатический

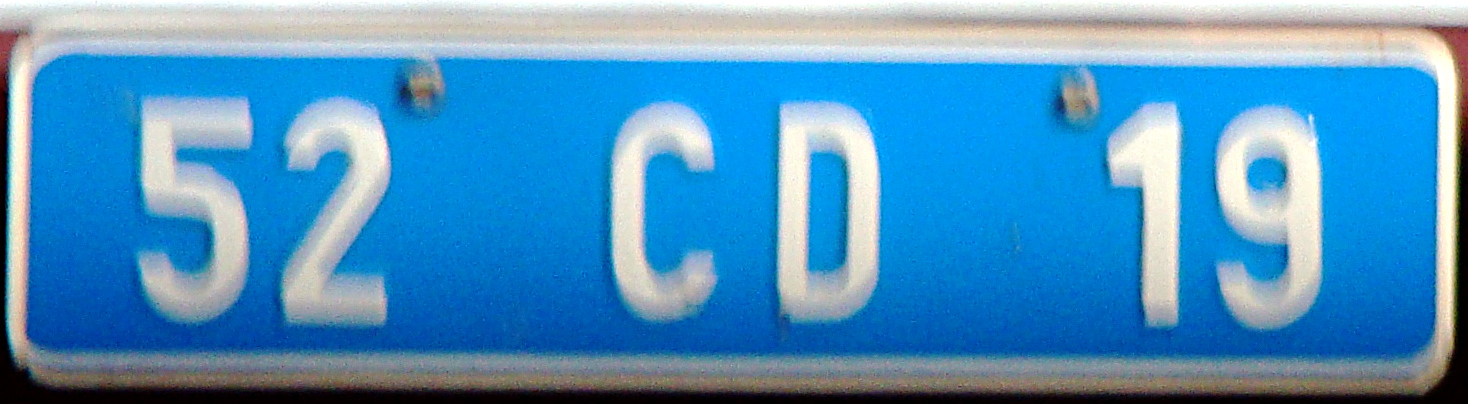
Регистрационный номер транспортного средства, принадлежащего дипломатической миссии Нидерландов в Индии

Регистрация транспортных средств, принадлежащих дипломатическому представительству, осуществляется Министерством иностранных дел Индии. Используется следующий формат регистрации:
| 123 XX 4567 |

- '123': Уникальный номер, состоящий максимум из 3 цифр, присваиваемый дипломатическому представительству Министерством иностранных дел
- 'XX': Представляет тип миссии, для которой зарегистрировано транспортное средство:
  - CD — сокращение от corps diplomatique, для транспортных средств, зарегистрированных в посольстве.
  - CC — сокращение от Consular corps (консульский корпус), для транспортных средств, зарегистрированных в консульстве.
  - UN — сокращение от United Nations, для транспортных средств, зарегистрированных в одной из миссий ООН.
  - IOD — сокращение от «International Organisation Diplomat» (дипломат международной организации), для транспортных средств, зарегистрированных в международных организациях (кроме ООН), признанных Министерством иностранных дел. Список
- '4567': Уникальный номер, состоящий максимум из 4 цифр, выдается последовательно

## Типы регистрационных знаков Индии
Регистрационные знаки имеют несколько комбинаций цвета текста и фона для четкой идентификации различных категорий транспортных средств.
| Категория транспортного средства  | Подкатегория                               | Цвет текста | Цвет фона | Пример                       |
| --------------------------------- | ------------------------------------------ | ----------- | --------- | ---------------------------- |
| постоянная регистрация            |                                            |             |           |                              |
| частная                           | -                                          | чёрный      | белый     | AN 01 Z 0123                 |
| частная                           | электромобиль                              | белый       | зелёный   | AN 01 Z 0123                 |
| коммерческая                      | -                                          | чёрный      | жёлтый    | AN 01 Z 0123                 |
| коммерческая                      | электромобиль                              | жёлтый      | зелёный   | AN 01 Z 0123                 |
| коммерческая-арендная             | -                                          | жёлтый      | чёрный    | AN 01 Z 0123                 |
| коммерческая-арендная             | электромобиль                              | чёрный      | зелёный   | AN 01 Z 0123                 |
| вооружённые силы Индии            | -                                          | белый       | чёрный    | ↑24B 123456Z                 |
| вооружённые силы Индии            | электромобиль                              | белый       | зелёный   | ↑24B 123456Z                 |
| вооружённые силы Индии            | военная полиция                            | красный     | белый     | ↑24B 123456Z                 |
| дипломатическое представительство | посольства, ООН, международные организации | белый       | синий     | 199 CD 99 99 UN 99 99 IOD 99 |
| дипломатическое представительство | консульства                                | жёлтый      | синий     | 199 CC 0123                  |
| временная регистрация             |                                            |             |           |                              |
| временная                         | -                                          | красный     | жёлтый    | T0124AN0123A                 |
| для производителей, автодилеров   | -                                          | белый       | красный   | AN01C0123TC0123              |